# Ivar Eriksson
Ivar Eriksson (Ovansjö, 25 dicembre 1909 – Sandviken, 12 aprile 1997) è stato un calciatore svedese, di ruolo difensore.